# Crash Nitro Kart
Crash Nitro Kart – gra wyścigowa, dziewiąta z serii przygód Crasha Bandicoota, wydana w 2003 roku.

## Fabuła
Imperator Velo, wbrew woli Crasha i Dr. Cortexa, postanowił zmusić ich do startu w wyścigu. Stawka jest wysoka: Crash musi – po raz kolejny – ratować Ziemię od zagłady. Do rywalizacji staje też wspierana przez imperatora drużyna znanego z Crash Team Racing i Crash Bash, Nitrosa Oxide'a.

### Bohaterowie
Bohaterowie zostali podzieleni na drużyny, które wyróżnia kolor samochodu:
- drużyna Crasha – niebieski,
- drużyna N-cortex – czerwony.